# Benjamin Walker
Pour les articles homonymes, voir Walker et Davis.

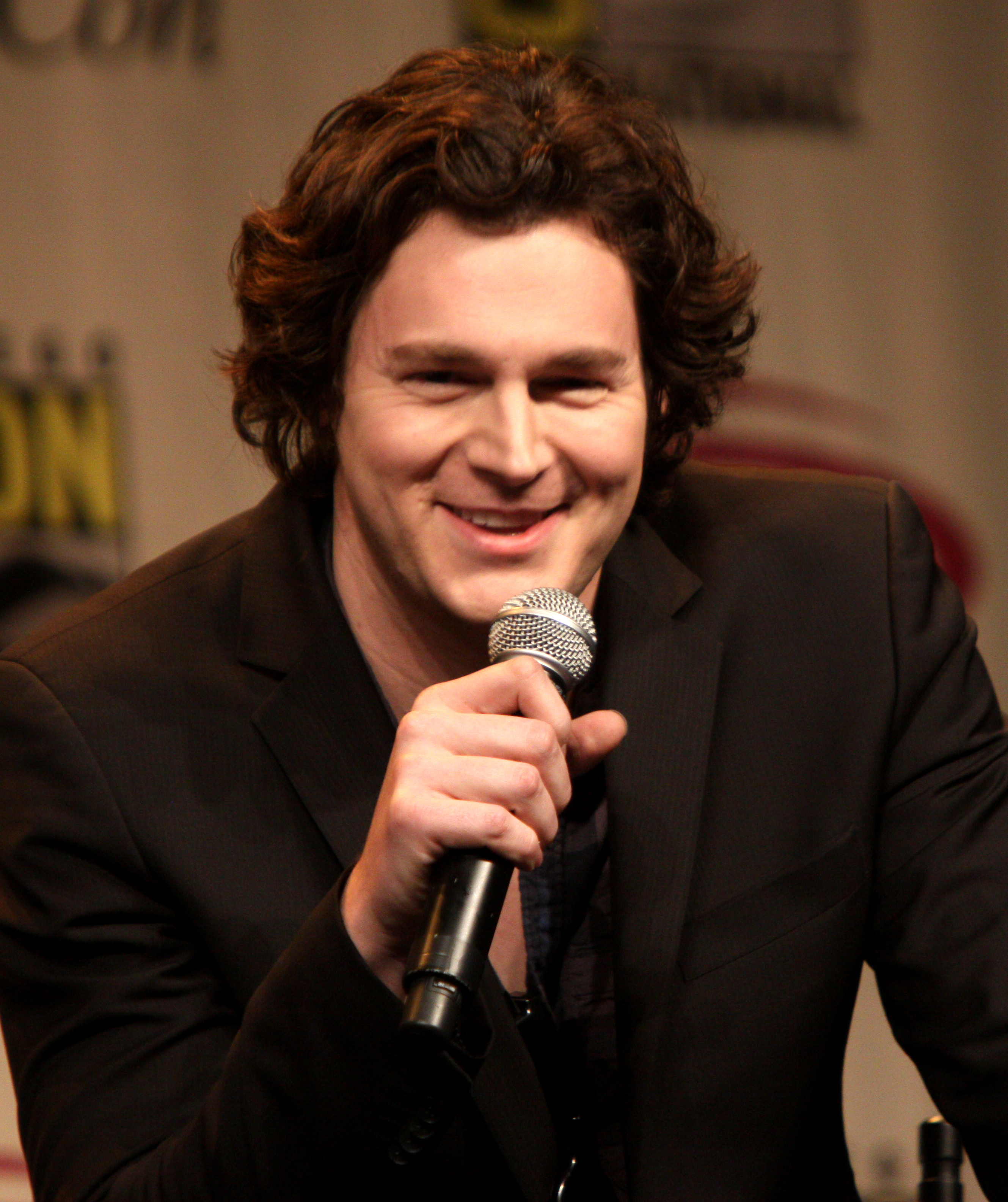
Walker en mars 2012

Benjamin Walker, né Benjamin Walker Davis, le 21 juin 1982, est un acteur américain.
Benjamin Walker se produit au théâtre, notamment dans la comédie musicale Bloody Bloody Andrew Jackson, montée à Broadway en 2010. Au cinéma, il tient le rôle-titre dans Abraham Lincoln, chasseur de vampires (Abraham Lincoln: Vampire Hunter).

## Biographie
Benjamin Walker grandit à Cartersville, en Géorgie. Il est le fils de Jeannine Walker et Greg Davis.
Il passe sa dernière année d'études secondaires à l'académie des arts d'Interlochen.
Il intègre ensuite la Juilliard School de New York, où il suit le programme d'art dramatique. Durant ses études, il présente un spectacle de stand-up dans un club du quartier de Hell's Kitchen.

### Vie privée
B. Walker a été marié de 2011 à 2013 à Mamie Gummer, fille de l'actrice Meryl Streep et du sculpteur Don Gummer.
De décembre 2014 à février 2024, il sera en couple avec l'actrice britannique Kaya Scodelario. Mariés en Angleterre en décembre 2015, ils auront un premier enfant en novembre 2016 (un garçon nommé Roman), puis une fille en janvier 2022. En février 2024 le couple annonce sa séparation.

### Carrière

#### Théâtre
En 2007, il débute au théâtre dans la pièce Inherit the Wind (en) lors de sa reprise au Lyceum Theatre. La même année, il interprète le 7e président des États-Unis, Andrew Jackson, lors de la première de la comédie musicale rock Bloody Bloody Andrew Jackson. Il fait également partie du casting lorsque la pièce est jouée à Broadway en 2010. Il joue Danceny dans Les Liaisons dangereuses (en), adaptation du roman de Laclos par Christopher Hampton, lors de la reprise de la pièce en 2008 à l'American Airlines Theatre. En 2013, il tient le rôle de Brick Pollitt dans La Chatte sur un toit brûlant (Cat on a Hot Tin Roof) de Tennessee Williams, mise en scène par Rob Ashford (en) au Richard Rodgers Theater de New York.

#### Cinéma et télévision
Il débute au cinéma en 2004 avec le rôle du jeune Alfred Kinsey dans le film Dr Kinsey.
Deux ans plus tard, il est présent dans Mémoires de nos pères, réalisé par Clint Eastwood.
Il devait interpréter le mutant Hank McCoy dans le film X-Men : Le Commencement mais y renonce en 2010 à cause de ses engagements au théâtre.
En 2012, il incarne de nouveau un président des États-Unis dans Abraham Lincoln, chasseur de vampires, l'adaptation du roman de Seth Grahame-Smith réalisée par Timur Bekmambetov.
En 2015, il joue avec Chris Hemsworth et Cillian Murphy dans Au cœur de l'océan de Ron Howard. L'année suivante, il tourne dans le film Un choix avec Teresa Palmer.
En 2022, il fait partie du casting de la série Le Seigneur des anneaux : Les anneaux de pouvoir et il joue aux côtés de sa femme dans The King's Daughter de Sean McNamara.

## Filmographie

### Cinéma

#### Longs métrages
- 2004 : Dr Kinsey (Kinsey) de Bill Condon : Alfred Kinsey à 19 ans
- 2005 : The Notorious Bettie Page de Mary Harron : Jim
- 2006 : Mémoires de nos pères (Flags of Our Fathers) de Clint Eastwood : Harlon Block
- 2006 : Unconscious de Bradley Wigor : John Stradlater
- 2009 : The War Boys de Ron Daniels : David
- 2011 : Wolfe with an E de David Louis Zuckerman : Le concierge
- 2012 : Abraham Lincoln, chasseur de vampires (Abraham Lincoln : Vampire Hunter) de Timour Bekmambetov : Abraham Lincoln
- 2015 : Au cœur de l'océan (In the Heart of the Sea) de Ron Howard : Capitaine George Pollard
- 2016 : Un choix (The Choice) de Ross Katz : Travis Shaw
- 2017 : Shimmer Lake d'Oren Uziel (en) : Zeke Sikes
- 2019 : Love Is Blind de Monty Whitebloom et Andy Delaney : Smithson
- 2021 : Ice Road (The Ice Road) de Jonathan Hensleigh : Varnay
- 2022 : The King's Daughter de Sean McNamara : Yves de la Croix
- 2024 : September 5 de Tim Fehlbaum : Peter Jennings

#### Courts métrages
- 2007 : Wasted NYC de Jason Klein : Billy
- 2008 : All Saints Day de Will Frears : Matthew

### Télévision

#### Séries télévisées
- 2006 : 3 lbs. : Nick Ross
- 2019 : Jessica Jones (Marvel's Jessica Jones) : Erik Gelden
- 2019 : Traitors : Jimmy Derby
- 2021 : The Underground Railroad : Terrance Randall
- 2022 : Le Seigneur des anneaux : Les Anneaux de pouvoir (The Lord of the Rings: The Rings of Power) : Roi Gil-galad

#### Téléfilm
- 2013 : Muhammad Ali's Greatest Fight de Stephen Frears : Kevin Connolly

## Théâtre
- 2007 - 2011 : Bloody Bloody Andrew Jackson : Andrew Jackson
- 2013 : La Chatte sur un toit brûlant (Cat on a Hot Tin Roof) de Tennessee Williams : Brick Pollitt